# Dendronephthya querciformis
Dendronephthya querciformis is een zachte koraalsoort uit de familie Nephtheidae. De koraalsoort komt uit het geslacht Dendronephthya. Dendronephthya querciformis werd in 1906 voor het eerst wetenschappelijk beschreven door Kükenthal. 